# Sœurs des Saints Cyrille et Méthode de Danville
Ne doit pas être confondu avec Sœurs des Saints Cyrille et Méthode de Velehrad.
Les Sœurs des Saints Cyrille et Méthode de Danville forment une congrégation religieuse féminine enseignante et hospitalière de droit pontifical.

## Histoire
La congrégation est fondée par le Père Matus Jankola pour l'éducation des enfants des slovaques immigrés aux États-Unis. Il envoie les premières aspirantes se former à la vie religieuse auprès des servantes du Cœur Immaculé de Marie de Scranton. Le 11 septembre 1909, trois d'entre elles (Maria Mihalik, Josefa Bartek et Emanuela Pauly) prononcent leurs vœux.
En 1908, les sœurs prennent la direction de l'école de la paroisse slovaque de Wilkes-Barre, qui est suivie par d'autres. La maison-mère est créée à Danville en 1919. 
L'institut reçoit le décret de louange le 15 juin 1970. 

## Activités et diffusion
Les sœurs se consacrent à l'enseignement, au soin des orphelins et des personnes âgées et à l'apostolat parmi les slovaques.
Elles sont présentes aux États-Unis. 
La maison-mère est à Danville en Pennsylvanie.
En 2017, la congrégation comptait 75 sœurs dans 13 maisons.